# Lega Italiana Rugby d'Eccellenza
La Lega Italiana Rugby d’Eccellenza, abbreviata in L.I.R.E. o LIRE, fu tra il 2001 e il 2009 l’organismo di gestione del campionato italiano di rugby a 15 di prima divisione all’epoca chiamato Super 10.
Costituitasi di fatto nel 2001 (e di diritto nel 2003) come associazione tra le società titolate al diritto sportivo della prima divisione, aveva lo scopo di promuovere e coordinare le attività del rugby di vertice in Italia e di organizzare, in delega dalla Federazione Italiana Rugby, il campionato nazionale e la Coppa Italia.
Dal 2001 al 2009 la L.I.R.E. assolse a tali funzioni poi, in seguito a divergenze societarie tra alcuni club che aspiravano a lasciare il campionato italiano per aderire alla Celtic League e a controversie con la F.I.R., la Lega si sciolse a fine torneo 2008-09 del quale fu organizzatrice a titolo sostanzialmente solo formale, avendo avuto pochissima capacità decisionale nell’ultimo anno di attività.

## Storia
Nel 2001, facendo seguito alla professionalizzazione del rugby a 15 autorizzata sei anni prima dall’IRFB, le società dell'allora Super 10 italiano si consorziarono a Parma per costituire una lega professionistica che, al pari delle analoghe inglese e francese, potesse costituire un soggetto unico per la gestione dei calendari, vendita dei diritti televisivi, rapporti disciplinari con la Federazione e ricerca degli sponsor per il torneo.
Tali linee guida furono formalizzate con lo statuto che la L.I.R.E. si diede nel 2003.
La L.I.R.E. si occupò anche degli aspetti organizzativi tecnici, quali la scelta delle date e dei luoghi delle finali.
Il primo title-partner sotto la presidenza Zatta (proveniente dal Benetton) fu la Findomestic del gruppo BNP Paribas che acquisì i diritti di denominazione del Super 10 a partire dal 2002 per un biennio, poi rinnovato nel 2004; dal 2006 al 2009 fu invece il gruppo assicurativo francese Groupama a dare il suo nome al torneo.
Dal punto di vista dell’organizzazione interna, alla presidenza Zatta, in carica fin dall’istituzione della L.I.R.E, fece seguito quella di Sandro Manzoni, in passato alla guida societaria dell’Amatori Milano e all’epoca dell’investitura di Lega vicepresidente del Calvisano.
Oltre a prendere in carico l’organizzazione di campionato e Coppa Italia, la L.I.R.E. istituì nel 2006 la Supercoppa, al pari di quella di altre discipline disputata tra le vincitrici di campionato e Coppa Italia della stagione immediatamente precedente.
Nel 2008 il comitato organizzatore della Celtic League, torneo all’epoca gestito dalle federazioni scozzese, irlandese e gallese, aprì alla possibilità (poi realizzata due anni dopo) di ammettere squadre italiane.
A seguito di tale notizia, Benetton e Calvisano uscirono dalla L.I.R.E. con la prospettiva di lasciare il campionato nazionale per progettare il passaggio alla citata competizione europea; il successivo abbandono della Capitolina, che voleva istituire una franchigia nell’area romana, fece calare la base associativa della Lega al 70% dei componenti del Super 10 contro l’80% minimo previsto dall’intesa con la F.I.R. per essere validamente rappresentativa; quindi nella stagione 2008-09 la L.I.R.E. operò in deroga federale, e in corso di torneo anche la Rugby Roma si disaffiliò, lasciando la L.I.R.E. in rappresentanza di 6 società su 10.
La L.I.R.E. fu scavalcata dalla F.I.R. anche nella scelta della sede della finale del Super 10, avendo la federazione già deciso a luglio 2008 di unificare a Roma a fine maggio 2009 le gare-scudetto di ogni categoria di campionato; la Lega criticò tale scelta in ragione del successo di pubblico ottenuto nelle edizioni precedenti, organizzate in luoghi geograficamente vicini alle finaliste e, con un comunicato stampa emesso dopo l’assegnazione dello scudetto, prese le distanze dalla gestione federale dell’evento.
Quello fu, di fatto, l’ultimo atto pubblico della L.I.R.E. che nello stesso comunicato preannunciò la propria imminente chiusura per mancanza di riconoscimento da parte federale.
All’attivo della Lega figura l’organizzazione di otto edizioni del Super 10 e altrettante della Coppa Italia, nonché l’istituzione della Supercoppa, la cui edizione 2009 la F.I.R. assunse direttamente per poi sopprimerla.
La L.I.R.E. lasciò in eredità alla F.I.R. anche un accordo di trasmissione in diretta televisiva del campionato stipulato con la Rai a settembre 2008.

## Presidenti
- 2001-2005: Amerino Zatta (Benetton)
- 2005-2009: Sandro Manzoni (Calvisano)

## Tornei organizzati
- Super 10 2001-02 (vincitore: Viadana)
- Super 10 2002-03 (vincitore: Benetton)
- Super 10 2003-04 (vincitore: Benetton)
- Super 10 2004-05 (vincitore: Calvisano)
- Super 10 2005-06 (vincitore: Benetton)
- Super 10 2006-07 (vincitore: Benetton)
- Super 10 2007-08 (vincitore: Calvisano)
- Super 10 2008-09 (vincitore: Benetton)
- Coppa Italia 2002-03 (vincitore: Viadana)
- Coppa Italia 2003-04 (vincitore: Calvisano)
- Coppa Italia 2004-05 (vincitore: Benetton)
- Coppa Italia 2005-06 (vincitore: Parma)
- Coppa Italia 2006-07 (vincitore: Viadana)
- Coppa Italia 2007-08 (vincitore: Parma)
- Coppa Italia 2008-09 (vincitore: Parma)
- Supercoppa italiana 2006 (vincitore: Benetton)
- Supercoppa italiana 2007 (vincitore: Viadana)
- Supercoppa italiana 2008 (vincitore: Parma)